# La Laguna de Castilla
Pour les articles homonymes, voir La Laguna.
La Laguna de Castilla (nom officiel en castillan), souvent raccourci en La Laguna ou Laguna de Castilla, ou encore A Lagúa (en galicien), est l'une des 23 pedanías (localité autonome) de la commune espagnole (municipio) de Vega de Valcarce, dans la comarque de El Bierzo, province de León, communauté autonome de Castille-et-León.
Cette localité est une halte sur le Camino francés du Pèlerinage de Saint-Jacques-de-Compostelle. C'est la dernière halte en Castille-et-León, avant de pénétrer en Galice.

## Géographie

### Localités voisines
| Nord-ouest O Cebreiro (municipio de Pedrafita do Cebreiro)    | Nord Pedrafita do Cebreiro (chef-lieu) (municipio de Pedrafita do Cebreiro) | Nord-est El Castro (municipio de Vega de Valcarce) |
| Ouest Celeiró et Liñares (municipio de Pedrafita do Cebreiro) |                                                                             | Est Laballós (municipio de Vega de Valcarce)       |
| Sud-ouest La Cernada (municipio de Vega de Valcarce)          | Sud Argenteiro et Bargelas (municipio de Vega de Valcarce)                  | Sud-est La Faba (municipio de Vega de Valcarce)    |

## Démographie
La localité compte 27 habitants.

## Culture et patrimoine

### Pèlerinage de Compostelle

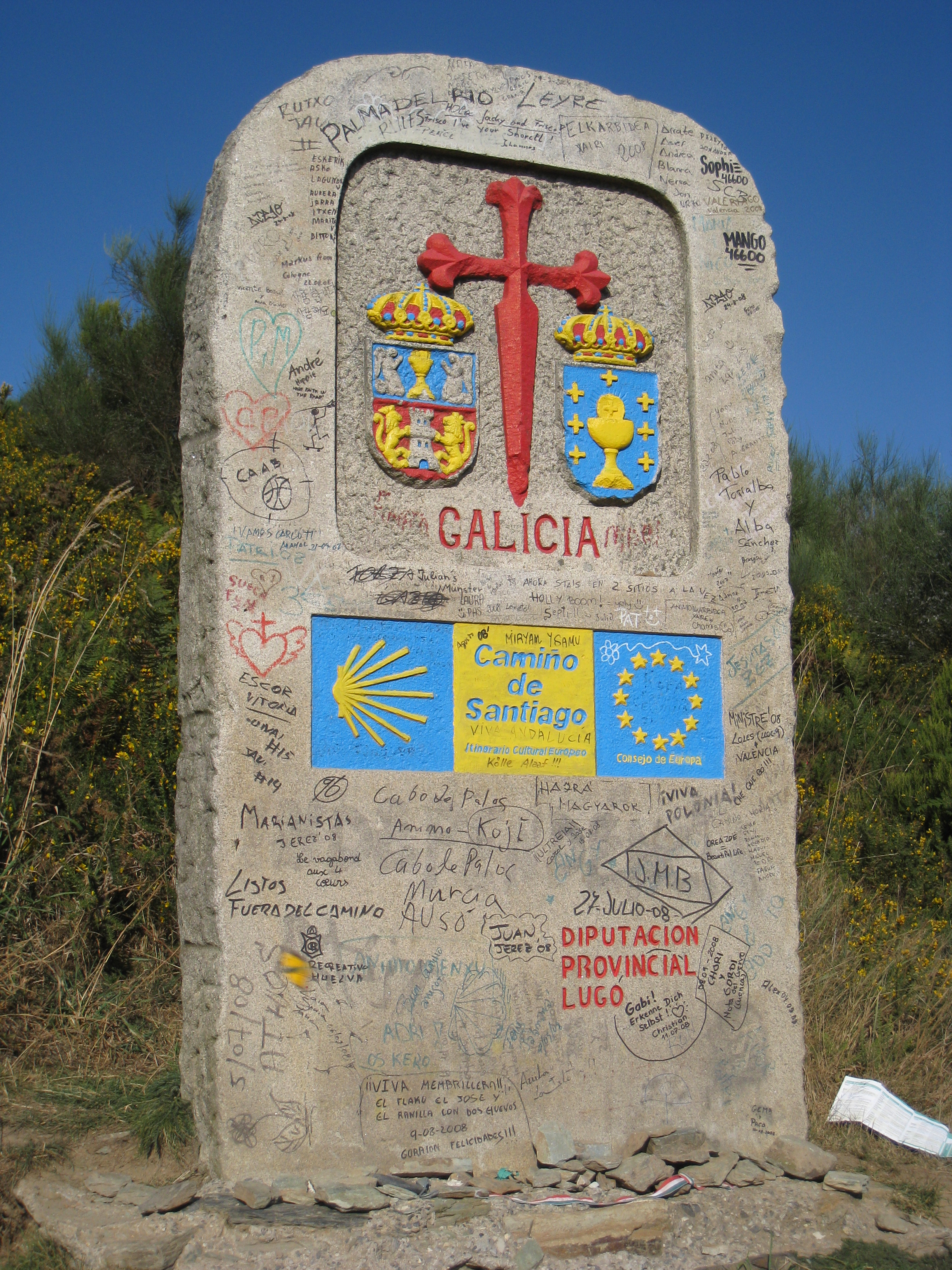
Jalon frontière entre la Castille-et-León et la Galice.

Par le Camino francés du Pèlerinage de Saint-Jacques-de-Compostelle, le chemin vient de la localité de La Faba (ou A Faba en galicien), dans le municipio de Vega de Valcarce.
C'est la dernière halte en Castille-et-León, avant de pénétrer en Galice.
La prochaine halte est la localité de O Cebreiro (ou El Cebrero en castillan), dans le municipio de Piedrafita del Cebrero.

## Sources et références
: source principale
- (de) Cet article est partiellement ou en totalité issu de l’article de Wikipédia en allemand intitulé « Laguna de Castilla » (voir la liste des auteurs).
- (fr) Grégoire, J.-Y. & Laborde-Balen, L. , « Le Chemin de Saint-Jacques en Espagne - De Saint-Jean-Pied-de-Port à Compostelle - Guide pratique du pèlerin », Rando Éditions, mars 2006,  (ISBN 2-84182-224-9)
- (fr)« Camino de Santiago St-Jean-Pied-de-Port - Santiago de Compostela », Michelin et Cie, Manufacture Française des Pneumatiques Michelin, Paris, 2009,  (ISBN 978-2-06-714805-5)
- (fr)« Le Chemin de Saint-Jacques Carte Routière », Junta de Castilla y León, Editorial

1. ↑  (es) www.correos.es Consulta códigos postales - Búsqueda por localidad.
2. ↑  (es) « internotes.cajaespana.es »(Archive.org • Wikiwix • Archive.is • Google • Que faire ?) Caja España - Datos Económicos y Sociales de las Unidades Territoriales de España - Ficha de municipio 2012 : Vega de Valcarce.